# День защиты детей (Украина)
День защиты детей (укр. День захисту дітей) — национальный праздник, призванный привлечь внимание общественности к проблемам детей, который отмечается в  Украине ежегодно 20 ноября, во Всемирный день ребёнка.
27 сентября 1991 года в стране вступила в силу конвенция о правах ребёнка — международный правовой документ, определяющий права детей на образование, пользование достижениями культуры, правом на отдых и досуг и оказание иных услуг детям государствами-членами Организации Объединённых Наций.
День защиты детей появился после того, как 30 мая 1998 года, в поддержку инициативы Министерства Украины по делам семьи и молодежи, Всеукраинского комитета защиты детей, Национального фонда социальной защиты матерей и детей «Украина — детям» и других общественных организаций, второй президент Украины Леонид Кучма подписал Указ N 568/98 «О дне защиты детей», который предписывал отмечать его на Украине каждый год 1 июня в Международный день защиты детей.
30 мая 2025 года Президент Украины Владимир Зеленский подписал указ о праздновании Дня защиты детей 20 ноября.
День защиты детей не является нерабочим днём, если, в зависимости от года, не попадает на выходной день.